# Orderschuldverschreibung
Eine Orderschuldverschreibung ist eine Anleihe (synonym Schuldverschreibung), die auf den Namen eines bestimmten Gläubigers lautet, diesem und späteren Erwerbern jedoch die Übertragung mittels Indossament gestattet.

## Rechtsfragen
Der Gesetzgeber sieht als Regelfall die Inhaberschuldverschreibung vor (§§ 793 ff. BGB), die als Inhaberpapier durch bloße Einigung und Übergabe wie eine bewegliche Sache auf einen neuen Erwerber übertragen werden kann. Diese Form besitzt die höchste Verkehrsfähigkeit, die den Handel an Börsen erleichtert und Regelfall für den börslichen Handel darstellt. Die Verkehrsfähigkeit ist dadurch erhöht, dass selbst gestohlene, verloren gegangene oder abhandengekommene Inhaberschuldverschreibungen gutgläubig erworben werden können (§ 935 Abs. 2 BGB; bestimmte Ausnahmen für Kreditinstitute), was für bewegliche Sachen nicht gilt (§ 935 Abs. 1 BGB).
Der Aussteller besitzt jedoch Gestaltungsfreiheit, die Verkehrsfähigkeit seiner Anleihen dadurch einzuschränken, dass er ihre Übertragbarkeit erschwert. Dies kann durch die Form der Orderschuldverschreibung geschehen. Neben der Einigung und der Übergabe ist bei der Orderschuldverschreibung noch ein Indossament für deren Übertragung zwingend erforderlich; ohne Indossament werden die Rechte aus der Orderschuldverschreibung trotz Übergabe nicht übertragen. Orderschuldverschreibungen sind eine Form des kaufmännischen Verpflichtungsscheins und gehören damit zu den gekorenen Orderpapieren nach § 363 Abs. 1 HGB. Die positive Orderklausel muss also stets berücksichtigt werden, weil ihr Fehlen die Schuldverschreibung zu einem Rektapapier macht.

## Geschichte
Zunächst unterlag die Emission von Inhaberschuldverschreibungen lange Zeit einem gesetzlichen Genehmigungsvorbehalt durch den Bundeswirtschaftsminister, denn die in § 795 BGB kodifizierte Genehmigungspflicht für Inhaberobligationen galt seit Inkrafttreten des BGB im Januar 1890. Dieser Genehmigungsvorbehalt übertrug dem Bundesfinanzminister eine gewisse Verantwortung für die Funktionsfähigkeit des Kapitalmarktes und die Bonität der Emittenten. Zunächst dienten Orderschuldverschreibungen – zwecks Umgehung der Genehmigungspflicht bei Inhaberschuldverschreibungen – als Ersatz für Inhaberobligationen und wurden von der Industrie an die Order der emittierenden Bank gestellt; diese versah die Papiere ihrerseits mit einem Blankoindossament und näherte sie damit einem Inhaberpapier nahezu völlig an. Diese Umgehungsmöglichkeit wurde durch die Einführung des § 808a BGB im Juni 1954 beseitigt. Danach durften auch Orderschuldverschreibungen als Teil einer Gesamtemission nur mit staatlicher Genehmigung in Verkehr gebracht werden. Diese staatliche Genehmigungspflicht sowohl für Inhaber- als auch Orderschuldverschreibungen wurde im Dezember 1990 zwecks Liberalisierung des Kapitalmarktes abgeschafft. Heute spielen Orderschuldverschreibungen lediglich bei institutionellen Anlegern wie Kreditinstituten, Versicherungen oder Investmentfonds eine Rolle.

## Arten von Orderschuldverschreibungen
Als Emittenten von Orderschuldverschreibungen kommen emissionsfähige Unternehmen aus Kreditwesen, Industrie, Handel und Verkehr in Frage. Der Emittent einer Orderschuldverschreibung erschwert bewusst die Verkehrsfähigkeit, weil er davon ausgehen kann, dass der Gläubiger dieser Obligation eine Übertragung auf andere Erwerber nicht plant. Orderschuldverschreibungen eines Nichtkaufmanns lässt das Gesetz nicht zu, sie sind als Rektapapiere in der Form abstrakter Schuldversprechen nach § 780 BGB zu qualifizieren. Sparkassenobligationen gehören regelmäßig zu den Orderschuldverschreibungen.
Orderschuldverschreibungen mit Blankoindossament gehören zu den „technischen“ Inhaberschuldverschreibungen. Sie werden nach § 7 RechKredV zu den Wertpapieren gerechnet, soweit sie börsenfähig sind (also die Voraussetzung einer Börsenzulassung erfüllen) und als Wertpapiere bilanziert. Nicht börsenfähige Orderschuldverschreibungen, die Teile einer Gesamtemission darstellen, sind nicht als Wertpapiere, sondern als Forderungen auszuweisen (§ 10 Nr. 2 bzw. 11 Nr. 2 RechZahlV).
Treten Kreditinstitute als Emittent von Orderschuldverschreibungen auf, so werden diese (wie auch Inhaberschuldverschreibungen) bankaufsichtsrechtlich nicht zum Einlagengeschäft im Sinne des § 1 Abs. 1 Satz 2 Nr. 1 KWG gerechnet.